# Ichiko Aoba
 (avril 2025).
La mise en forme du texte ne suit pas les recommandations de Wikipédia : il faut le « wikifier ».
Les points d'amélioration suivants sont les cas les plus fréquents. Le détail des points à revoir est peut-être précisé sur la page de discussion.
- Les titres sont pré-formatés par le logiciel. Ils ne sont ni en capitales, ni en gras.
- Le texte ne doit pas être écrit en capitales (les noms de famille non plus), ni en gras, ni en italique, ni en « petit »…
- Le gras n'est utilisé que pour surligner le titre de l'article dans l'introduction, une seule fois.
- L'italique est rarement utilisé : mots en langue étrangère, titres d'œuvres, noms de bateaux, etc.
- Les citations ne sont pas en italique mais en corps de texte normal. Elles sont entourées par des guillemets français : « et ».
- Les listes à puces sont à éviter, des paragraphes rédigés étant largement préférés. Les tableaux sont à réserver à la présentation de données structurées (résultats, etc.).
- Les appels de note de bas de page (petits chiffres en exposant, introduits par l'outil «  Source ») sont à placer entre la fin de phrase et le point final[comme ça].
- Les liens internes (vers d'autres articles de Wikipédia) sont à choisir avec parcimonie. Créez des liens vers des articles approfondissant le sujet. Les termes génériques sans rapport avec le sujet sont à éviter, ainsi que les répétitions de liens vers un même terme.
- Les liens externes sont à placer uniquement dans une section « Liens externes », à la fin de l'article. Ces liens sont à choisir avec parcimonie suivant les règles définies. Si un lien sert de source à l'article, son insertion dans le texte est à faire par les notes de bas de page.
- La présentation des références doit suivre les conventions bibliographiques. Il est recommandé d'utiliser les modèles {{Ouvrage}}, {{Chapitre}}, {{Article}}, {{Lien web}} et/ou {{Bibliographie}}. Le mode d'édition visuel peut mettre en forme automatiquement les références.
- Insérer une infobox (cadre d'informations à droite) n'est pas obligatoire pour parachever la mise en page.

Pour une aide détaillée, merci de consulter Aide:Wikification.
Si vous pensez que ces points ont été résolus, vous pouvez retirer ce bandeau et améliorer la mise en forme d'un autre article.
 (avril 2025).
Le contenu est difficilement compréhensible vu les erreurs de traduction, qui sont peut-être dues à l'utilisation d'un logiciel de traduction automatique.
Pour les articles homonymes, voir Aoba.
Ichiko Aoba (青葉市子, Aoba Ichiko, née le 28 janvier 1990) est une autrice-compositrice-interprète japonaise de folk. Elle joue principalement de la guitare, sur laquelle elle compose la majorité de ses chansons. Elle joue également du piano, de la clarinette, de l'accordéon et de la flûte.
Aoba est connue pour ses compositions acoustiques et délicates, inspirées de ses rêves.

## Enfance
Aoba est née à Urayasu, Chiba et a grandi dans la préfecture de Kyoto, au Japon.
Ichiko Aoba commence l'apprentissage de la guitare classique à l'âge de 17 ans. Sa musique est inspirée par la musique des Disney et du Studio Ghibli, qu'elle écoutait en grandissant.
Son mentor était l'auteur-compositeur-interprète japonais Anmi Yamada, qui lui a enseigné la guitare. Les albums 0 et qp d'Aoba contiennent chacun deux reprises de chansons de Yamada.

## Carrière
En 2010, âgée de 19 ans, Aoba sort son premier album, Kamisori Otome (litt. "la fille rasoir", en japonais : 剃刀乙女). Elle a depuis sorti plusieurs albums studio et live. Les albums Windswept Adan (2020) et Luminescent Creatures (2025) se distinguent des précédents par leur style moins minimaliste et sont thématiquement liés (ce dernier reprend d'ailleurs le titre anglais du morceau final de Windswept Adan). Ils ont été inspirés par la nature et la culture des îles de l'archipel Nansei.
Vers 2012, Aoba rencontre Gezan, leader de MahiToThePeople, grâce à leur ami commun Koji Shimotsu (leader d'Odotte Bakari no Kuni). Aoba et Mahito forment alors le duo Nuuamm, qui a depuis sorti deux albums studio : Nuuamm (2014) et w/ave (2017)[réf. nécessaire].
En 2013, Aoba est invitée à travailler pour une production théâtrale de « 9 Days Queen », une pièce de théâtre du dramaturge Go Aoki. Elle travaille également avec la compagnie Mum & Gypsy de Takahiro Fujita dans une production de « Cocoon », ainsi que dans une reprise de « Lemming » de Shūji Terayama.
Aoba a chanté sur un morceau thème du remake Nintendo Switch du jeu vidéo The Legend of Zelda: Link's Awakening. Son arrangement vocal a été utilisé pour la promotion du jeu au Japon.
Aoba a collaboré avec Ryuichi Sakamoto, Taylor Deupree, Cornelius, Haruomi Hosono, Mac DeMarco, Sweet William et MahiToThePeople.
Elle publie sa musique sur son propre label, Hermine.

## Discographie

### Albums studio
- 2010 : Kamisori Otome (剃刀乙女)
- 2011 : Origami (檻髪)
- 2012 : Utabiko (うたびこ)
- 2013 : 0
- 2016 : Mahoroboshiya (マホロボシヤ)
- 2018 : qp
- 2020 : Windswept Adan (アダンの風)
- 2022 : Amiko (Bande originale)
- 2025 : Luminescent Creatures

### Albums live
- 2011 : Kaizokuban (かいぞくばん)
- 2014 : 0%
- 2017 : Pneuma
- 2020 : "gift" at Sogetsu Hall
- 2021 : Live at Ginza Sony Park
- 2021 :  "Windswept Adan" Concert At Bunkamura Orchard Hall
- 2021 : Live at Jazzstate, 4 decembre 2019 (avec Albert Karch )
- 2023 : Live at Milton Court (avec 12 Ensemble )

### Autres sorties
- 2011 : Hinoko (火のこ) – Ichiko Aoba et Kazuhisa Uchihashi
- 2012 : Meteor (流星) – Haruka Nakamura et Ichiko Aoba
- 2013 : Radio (ラヂヲ) – Ichiko Aoba and the Fairies (青葉市子と妖精たち)
- 2013 : Yura Yura feat. Ichiko Aoba – Ovall (Dawn)
- 2013 : Soto wa Senjou da yo (外は戦場だよ) feat. Ichiko Aoba – Cornelius ( bande originale de Ghost in the Shell: Arise )
- 2019 : Ayukawa no shizuku (鮎川のしづく) – Ichiko Aoba (collection de field recordings et chansons folk publiée sur Youtube)
- 2019 : Amaneki (あまねき) – Sweet William et Ichiko Aoba
- 2020 : amuletum bouquet – Ichiko Aoba
- 2020 : "gift" BGM – Ichiko Aoba
- 2020 : Seabed Eden (海底のエデン) – Ichiko Aoba
- 2021 : Asleep Among Endives (アンディーヴと眠って) – Ichiko Aoba
- 2021 : Windswept Adan Roots – Ichiko Aoba
- 2022 : hello – Ichiko Aoba
- 2023 : Space Orphans – Ichiko Aoba
- 2023 : meringue doll – Ichiko Aoba
- 2023 : Sketch (青葉市子) – Ichiko Aoba
- 2024 : Seabed Eden - Version française – Ichiko Aoba & Pomme
- 2024 : Grandiose - version japonaise – Pomme & Ichiko Aoba
- 2024 : Lullaby – Ichiko Aoba